# 重启番外篇
《重启番外篇》是指源于南派三叔小说《盗墓笔记》，改编或取材自IP《重启之极海听雷》亦或在媒体宣传时被称为网剧《重启》番外篇的所有作品的合称。包括《平妖往事》、《重启之蛇骨佛蜕》、《月陨回声》等作品。

## 作品列表
| 作品名         | 类型               | 出品方              | 播出时间   | 播出平台       | 导演   | 演员         | 剧情 |
| 平妖往事       | 系列短剧           | 南派泛娱， 爱奇艺   | 2020年7月  | 爱奇艺         | 顾燃   | 刘畅、高其昌 | 本系列是以《重启之极海听雷》剧集中的刘丧和王盟展开，展现了系列探案剧情。 |
| 重启之蛇骨佛蜕 | 电影               | 南派泛娱            | 2021年3月  | 优酷           | 蓝志伟 | 季晨、彭高唱 | 讲述了黑眼镜在古都探秘的故事，是首部以黑眼镜为主角的《盗墓笔记》系列电影。 |
| 月陨回声       | 系列短剧（恶搞番） | 南派泛娱， 腾讯视频 | 2021年     | 腾讯视频       | 曹刚   | 刘畅、泽南   | 本系列被认为是《重启》番外篇，讲述了刘丧和李加乐吴山居派遣一个考古项目时，意外穿越到壁画记载的世界的故事。 |
| 重启之深渊疑冢 | 电影               | 量子泛娱            | 2022年11月 | 腾讯视频、优酷 | 陈聚力 | 季晨、季肖冰 | 倥偬半生的探险家黑眼镜因眼疾恶化，在中缅边境的木马鲁部落过起了半隐退的生活。好友解雨臣为治黑眼镜眼疾，带领病理学家老魏进入木马鲁丛林寻找罕见的寄生蜂以进行眼疾专利研究，不想队伍竟集体在丛林深处的山缝遇险。 得知消息的黑眼镜立即前往营救队伍，却发现山缝中竟盘踞着木马鲁人奉为“古神”的巨大怪物娜珈斯！队伍离奇受到“古神的召唤”，不得不继续深入古神巢穴。在经过一系列惊险的速降和攀爬后，他们终于抵达了一座规模宏大的南越地宫，不料地宫内不仅出现猛烈攻击人类的寄生虫，古神更是再次“召唤”众人开棺。他们在极限中艰难求生，也一步步揭开了古神的秘密…… |